# Tragédie de Doolough

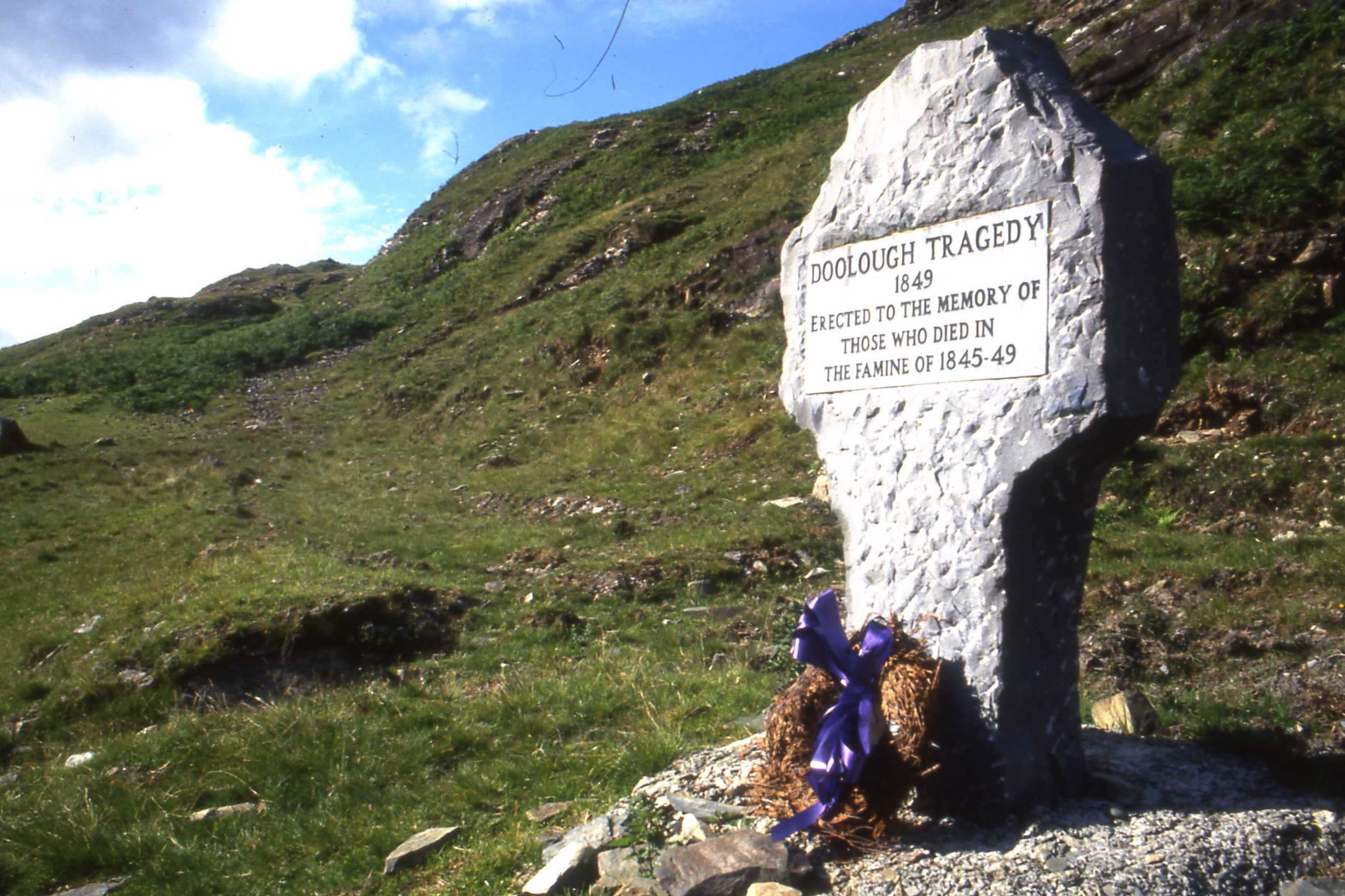
Mémorial dédié aux victimes de la vallée de Doolough.

La Tragédie de Doolough est un événement qui se produit au cours de la Grande famine en Irlande dans le sud-ouest du Comté de Mayo.
Le 30 mars 1849, deux fonctionnaires de la Poor Law Union, un organisme d'assistance aux indigents, de Westport arrivent à Louisburgh pour rendre visite aux  bénéficiaires du « secours aux pauvres » de manière à vérifier s'ils peuvent continuer à recevoir ces aides.
Pour des raisons non précisées, l'inspection n'a pas lieu et les fonctionnaires se rendent au Delphi Lodge – un pavillon de chasse – à environ 20 km au sud de Louisburgh. Les gens qui se sont rassemblés pour la visite sont informés qu'ils doivent se présenter au Delphi Lodge à 7 h le lendemain matin s'ils souhaitent continuer à recevoir des aides. Par conséquent, pendant la nuit et le jour qui suivent, des misérables en état de dénutrition, probablement par centaines, doivent entreprendre ce qui est pour eux, étant donné leur affaiblissement, un voyage épuisant, effectué en plus par très mauvais temps. 
Une lettre adressée peu de temps après au journal local, The Mayo Constitution, indique que les corps de sept personnes, dont des femmes et des enfants, sont par la suite découverts au bord de la route entre Delphi et Louisburgh, dominant les rives du lac de Doolough, et que neuf autres ne sont jamais rentrés à leur domicile. Selon les estimations, le nombre total de victimes pourrait s'élever en fait à 400 morts.

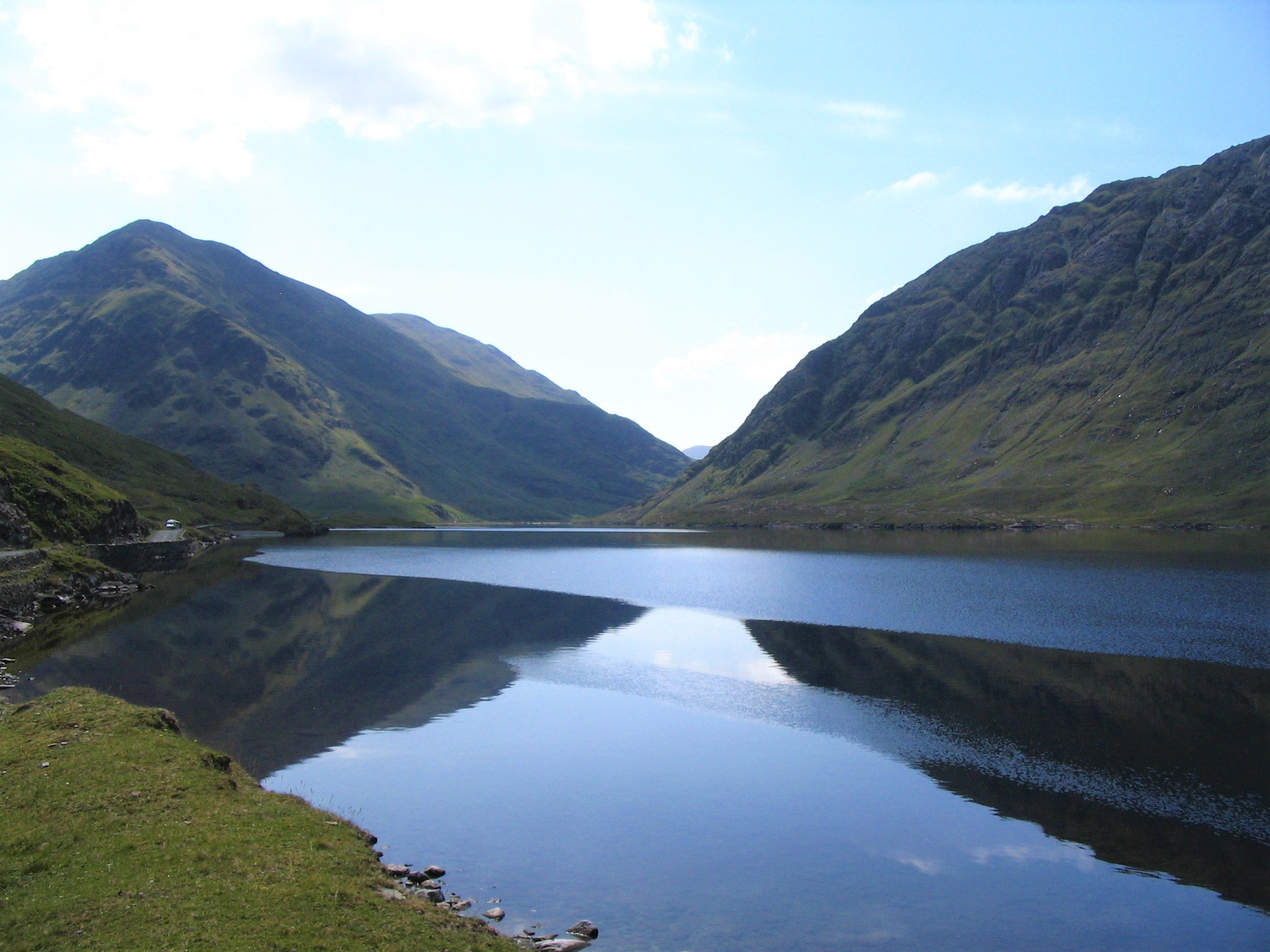
Col de Doolough.

Une marche annuelle, la Doolough Famine Walk, entre Louisburgh et Doolough, et une croix, érigée en 1994 dans la vallée de Doolough, commémorent cet événement. Le socle de la croix porte une inscription qui est une citation attribuée au Mahatma Gandhi : How can men feel themselves honoured by the humiliation of their fellow beings ? (Comment des hommes peuvent-ils se sentir respectés par l'humiliation de leurs semblables ?).